# 岡崎空襲

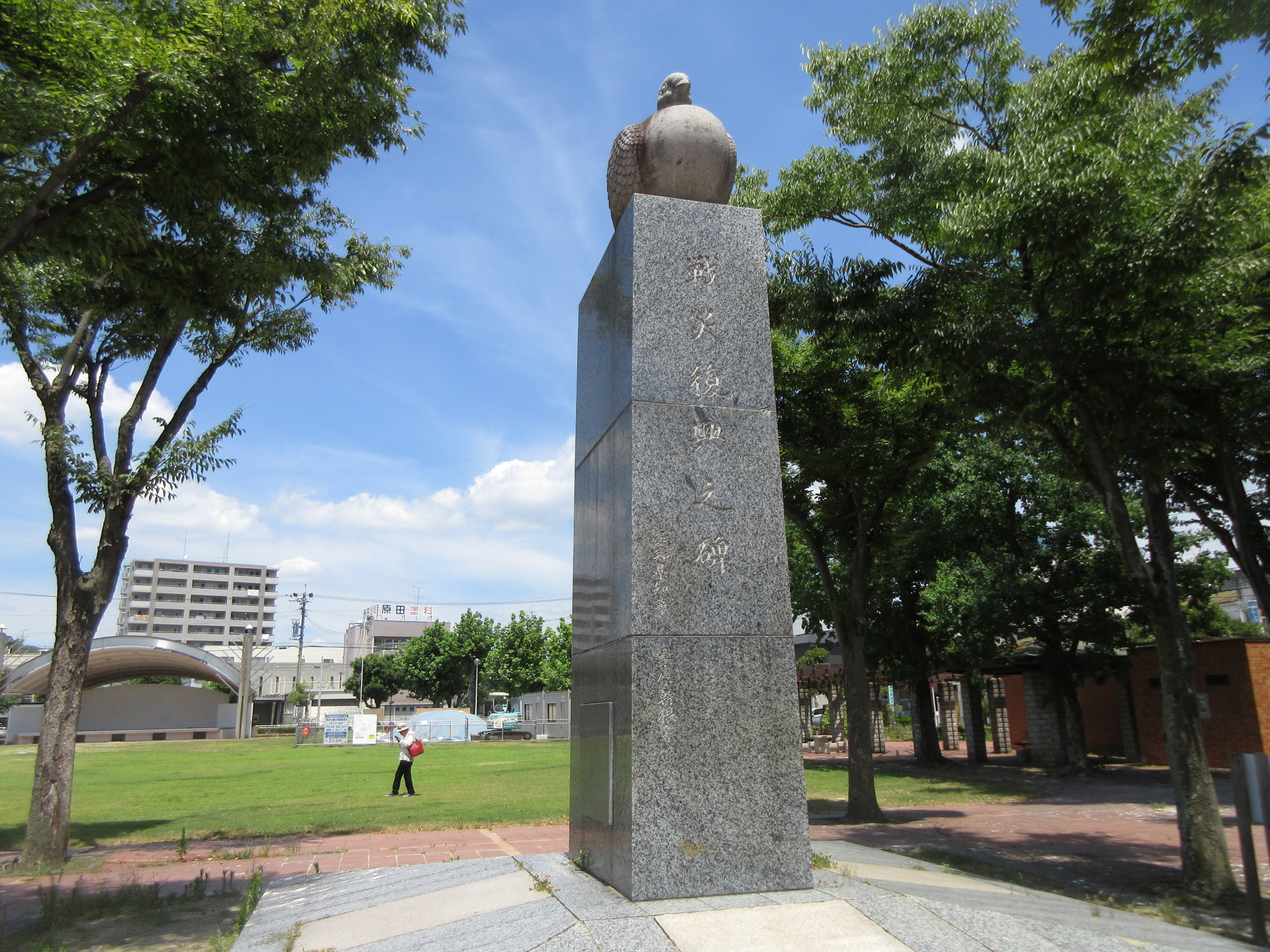
位於籠田公園內的“戰後重建紀念碑”。由愛知教育大學的講師Kairo Kondo設計。

岡崎空襲是美軍於第二次世界大戰末期時，對日本愛知縣岡崎市進行的一次大規模空襲，此次攻擊行動的時間於1945年(昭和20 年)7月19日凌晨持續至20日凌晨，共計有90架飛機參與了空襲行動，而每波攻擊歷時約一個半小時，最後於20日凌晨4:00左右解除警報。 
同日，位於福井縣福井市（福井空襲）、茨城縣日立市（日立空襲）、千葉縣銚子市（銚子空襲）、兵庫縣尼崎市的日本石油關西煉油廠也分別遭到了轟炸 。
這次空襲的死亡人數一直被認為是 207 人，但根據「岡崎空襲記錄協會」的一項調查結果顯示，岡崎市曾於 2016 年 (平成28年)7 月宣布，死亡人數為 280人。

## 背景
1945年（昭和20年）1月5日凌晨5點20分左右，岡崎市遭到了美軍的首次轟炸，一架B-29轟炸機向洞町投下了燃燒彈，此次攻擊燒毀了共250坪的8間房屋。1月9日時，三架B-29轟炸機再次飛越岡崎上空。而在5月14日上午8點50分左右，一枚燃燒彈再度投向了洞町，燒毀了共50坪的兩間房屋。 

同年6月，共有57個地方城市被定為美軍的轟炸目標，其中岡崎市也在此名單之中。而其他城市包含了岐阜市、一宮市、桑名市、大垣市等名古屋的周邊城市也包括在內。根據美國戰略轟炸調查隊的報告《轟炸名古屋市的影響》（名古屋市鶴舞中央圖書館譯） ，轟炸大城市周遭的小城市(衛星城市)的目的是為了打擊日本人民的鬥志，以及破壞產業，打擊勞動力，使其士氣低落。此外，根據《柯蒂斯·E·勒梅司令關於轟炸岡崎市的報告》（織田耕平編、織田浩譯），通過轟炸名古屋大工廠眾多分包工廠所在的岡崎之目的，是為了“摧毀小型輔助產業”。

## 空襲

### 轟炸
7 月 19 日 上午9 點，P-51 號編隊出現在西三河並開火。同日，美國第20航空隊下令轟炸岡崎市（航班號280），第314空軍聯隊的126架B-29轟炸機從位於關島的馬里亞納空軍基地關島北部機場起飛後，與航空聯隊 58（前往福井）、73（前往日立）和 313（前往銚子）一起向北飛行，從硫磺島起飛 14,000 至 15,400英尺，從紀伊半島進入伊勢灣，並於 20 日午夜後飛越岡崎市。那時，天空烏雲密布。
美國空軍聯隊在20日 00:52 到 02:10 之間投下了炸彈，高度位於海拔3900米，共投擲12506發，其中以燃燒彈為主。而燃燒彈首先投向了城市外圍，如明大寺町和大西町，接著向市中心投去。這次轟炸一直燃燒到晚上 10 點左右，燒毀了連尺町和康生町的中心地區。
20日凌晨起，市長菅野敬三郎等人聚集在岡崎市政府，命令日名町、元能見町、大平、羽根等未受災地區之政府，在7時30分之前補給3萬個飯糰。並也開始為受災者提供手巾和內衣。當天中午12時30分左右，美軍8架P-38戰機出現，對市民進行襲擊和掃射。

### 損害
最初宣布共計 207 人死亡、13 人失踪和 32,068 人遇難。後來更正為“280死”
當時岡崎市約有兩萬間房屋，而此次襲擊造成了7,312 座建築物被完全摧毀，230 座建築物被部分摧毀，總共有三分之一以上的建築物被燒毀。縣立岡崎醫院、岡崎市立圖書館、岡崎工商會議所、愛知第二師範學校、愛知縣立岡崎中學、岡崎市立高等女學校、德王神社、三河別院、龍海院、大林寺、極樂寺、誓願寺、岡崎高等師範學校、連尺國民學校、男川國民學校、羽根國民學校等都被大火燒毀。岡崎天滿宮、松應寺、三島國民學校、內氏國民學校的也幾乎被燒毀。
另一方面，雖然岡崎市政廳被數十枚燃燒彈擊中，但由於待命的自衛隊機智的表現，市政廳得以在這場襲擊中保存下來。於岡崎市內線(鐵道路線)中有7輛車（摩托車6輛、灑水車1輛）被燒毀，岡崎車庫也遭受嚴重破壞，造成大面積損失。
根據美軍『柯蒂斯·E·勒梅將軍關於轟炸岡崎市的報告』，在建築面積為0.95平方英里的範圍中，有0.65平方英里被毀，據稱還有另外 0.03 平方英里的土地也被毀。而共計0.85 平方英里的住宅區中有 0.60 平方英里被毀壞，0.10 平方英里的工業區中有 0.05 平方英里也被破壞。另一方面，作為襲擊目標的海軍岡崎機場、日清紡的針崎工廠以及“有前途的重工業”並未受損。
20日時，軍司令部宣布空襲。當時有一位市政廳官員的快速估計了美軍轟炸機的數量，約有80架B-29飛機。
東海軍管區司令部發表（二〇日十二時）

一、約80架B29飛機於7月19日入侵起志摩半島約兩個小時，並在對岡崎市、御前崎和渥美半島附近進行襲擊後，岡崎市及周邊地區發生火災，但由於公共和私營部門的勇敢努力，大火在當天結束時已基本撲滅。
 — 「朝日新聞」 1945年7月21日

## 重建
1945年
有軌電車岡崎市內線在一周內恢復。修復期間，其餘車輛繼續運行，但從名古屋市電車購買了購入5節車廂，並作為名鐵 90 型列車引進。再被燒毀的廢墟上，一座座軍營被修建起來。東岡崎站前、摩登街、松本町等地開設了露天市場。
1946年 
7月，東岡崎站前約200家店遷至八幡町。此外，在松本町的松應寺開設了松應寺商店街。 9 月，岡崎中央拱廊和國際連鎖店在康生町開業，恢復了過往喧囂。
9月11日，城市規劃特別法於同日頒布施行。岡崎市被指定為“戰損城市”。在60萬坪受災地區中，有45萬坪規劃了戰損重建項目。岡崎市進行了土地整理和房屋搬遷，將進行街道建設、供水和污水處理、鋪設煤氣和開發綠地。從1946年開始的五年計劃，實施費用為4677.4萬日元，其中80%由國庫出資，其餘由地方政府平均分配。
1947年
1月20日，土地整理委員會委員舉行了選舉，而太田光二被任命為主席。
1949年
2 月，GHQ 經濟顧問約瑟夫道奇宣佈道奇計畫。國庫負擔從80%減少到50%，因此設定了首要及次要的實施地區，其中受災程度不大的區域，被歸為次要實施地區的7.4萬坪，而被歸為首要實施的地區擴大到了約40萬坪（376,000坪）。此外，高速公路寬度由40公尺改為30公尺，街道最低寬度由6公尺改為4公尺。房屋建設方面，89%的被火燒毀的房屋得到重建，完成了80%左右的基本計劃。
6月27日，因岡崎市實現重建速度最快，被評為全國“戰損重建示範城市”。
1950年代
1950年4月（昭和25年），因空襲而遷至豐川市的愛知第二師範學校回歸岡崎。前一年設立的愛知教育大學豐川分校也搬遷為岡崎分校。
1952年（昭和27年）7月10日，長岡市和名古屋市因戰後重建獲得建設大臣表彰。而於5月2日時，全國首場戰死者追悼會在新宿御苑舉行，同年7月13日，岡崎市也在愛知學藝大學體育館舉行了2130名戰死者聯合追悼會。
到1953年（昭和28年）末，首要實施計劃基本完成。名鐵岡崎城市線將岡崎殿橋站通往能美町站之間的軌道進行了遷移，而隨著本町通的擴建，岡崎殿橋站至公生町站之間的區間複線化。此外，在東岡崎站前建造了車站前廣場。 1954年（昭和29年）起，其餘工程由岡崎市承擔，1958年（昭和33年）全部工程完工。項目總成本為 2.26 億日元，不到原計劃的五倍。其中，國家出資9700萬日元，愛知縣出資2300萬日元。
1957年11月（昭和32年）舉辦了戰損復興祭。
1958年4月10日上午10時30分，舉行了岡崎市戰損重建工程竣工紀念儀式。在籠田町籠田公園豎立了“戰損復興紀念碑”，標誌著戰損復興工作的結束。當天下午2點，岡崎公園舉行了岡崎城修復工程的開工儀式。

## 重建後
1962年（昭和37年）開始將法制設施搬遷到郊外。
1972年7月19日，由岡崎市主辦的“第1屆岡崎市戰爭死難者追悼儀式”在岡崎市民中心舉行。此後，每年7月19日或20日在同一大廳舉行儀式。
2011年7月，“岡崎市戰爭死難者追悼儀式”更名為“岡崎市和平儀式”。
1977年7月20日（昭和52年），在西比科西廣場豎立了紀念碑。
2016年7月1日，根據“岡崎空襲記錄協會”的調查結果，岡崎市決定將死亡人數從之前的207人更改為280人。
2017年7月19日，市民團體「岡崎空襲紀念碑保護協會」在Cibiko西廣場舉行的追悼會上首次公布了280名遇難者名單。

## 相關照片

### 燒毀的建築物
- 県立岡崎病院
- 岡崎市立図書館
- 愛知県岡崎中学校
- 岡崎市立高等女学校
- 愛知第二師範学校
- 三島国民学校
- 岡崎天満宮
- 龍海院

### 戰後重建
- 站在被燒毀的廢墟中的菅野敬三郎市長
- 舊湖西町附近（攝於1950年）
- 西湖西街（攝於1950年）
- 本町街（攝於1950年）
- 岡崎市戰損復原事業竣工紀念儀式（1958年4月10日）
- Sibiko 西廣場紀念碑（1977 年 7 月 20 日建成）
- 蓮石通 重建中的拓寬